# República de Baden
La República de Baden (del alemán: Republik Baden) fue un estado de Alemania durante el periodo de la República de Weimar, formado después de la abolición del Gran Ducado de Baden en 1918. Ahora es parte del estado moderno alemán de Baden-Wurtemberg.

## Historia

### La Revolución en Baden
Con la revolución amenazando al Imperio alemán en los últimos días de la I Guerra Mundial, el Ministerio de Estado del Gran Ducado de Baden aprobó una reforma electoral el 2 de noviembre de 1918 en un intento final de preservar la monarquía en el Gran Ducado. El 8 de noviembre, fueron establecidos consejos de trabajadores y soldados en Lahr y Offenburg. Al día siguiente, consejos similares fueron establecidos en Mannheim y Karlsruhe y todo el Ministerio de Estado de Baden renunció.
El 10 de noviembre, un gobierno provisional fue formado en Karlsruhe y al día siguiente fue realizada una asamblea de varios consejos revolucionarios. El 13 de noviembre, el gran duque Federico II, renunció a todas sus obligaciones de gobierno y finalmente abdicó el 22 de noviembre, casi una semana antes de la abdicación del Kaiser Guillermo II.
El gobierno provisional declaró el establecimiento del Freie Volksrepublik Baden (República Libre Popular de Baden) el 14 de noviembre de 1918, y estableció el 5 de enero de 1919 como fecha para nuevas elecciones.

### La Nueva República
Una asamblea nacional fue creada el 12 de enero de 1919, con el democristiano Partido de Centro surgiendo como el partido más fuerte por delante del centro-izquierda SPD. Juntos, estos dos partidos recibieron el 91,5% de todos los votos. El 1 de abril, el parlamento de Baden (Landtag) formó un gobierno entre miembros de la Coalición de Weimar. Hasta 1933, Baden fue mayoritariamente gobernado por el Partido de Centro.
El 21 de marzo de 1919, el Landtag unánimemente aprobó una nueva constitución. Una votación popular aprobó la constitución el 13 de abril. Este voto popular fue el primero en la historia alemana y la constitución de Baden fue la única en pasar el voto popular en Alemania durante el periodo de la República de Weimar.

### Baden durante el gobierno NS
Baden, como todos los otros estados alemanes, fue sujeto al proceso de Gleichschaltung en 1933, que abolió de forma efectiva los gobiernos de todos los estados —los Ministros-presidentes electos y los Landtage (parlamentos)— y reemplazados por los Reichsstatthalter (gobernadores), siendo en el caso de Baden designado Robert Wagner. 

### Posguerra en Baden
Durante la ocupación aliada de Alemania durante la posguerra, Baden fue dividido entre las zonas de ocupación americana y francesa. La división fue hecha de tal modo que la autobahn de conexión entre Karlsruhe y Múnich (en la actualidad Bundesautobahn 8) fuera completamente contenida dentro de la zona americana. Esta área de administración americana en el norte se convirtió en parte de Wurtemberg-Baden el 19 de septiembre de 1945 mientras que la mitad sur (conocida como Baden del Sur, simplemente Baden) fue puesta bajo administración francesa.
Estas dos partes de la República de Baden fueron reunidas y fusionadas con el antiguo estado de Wurtemberg el 23 de abril de 1952 como el nuevo estado alemán de Baden-Wurtemberg.

## Administración

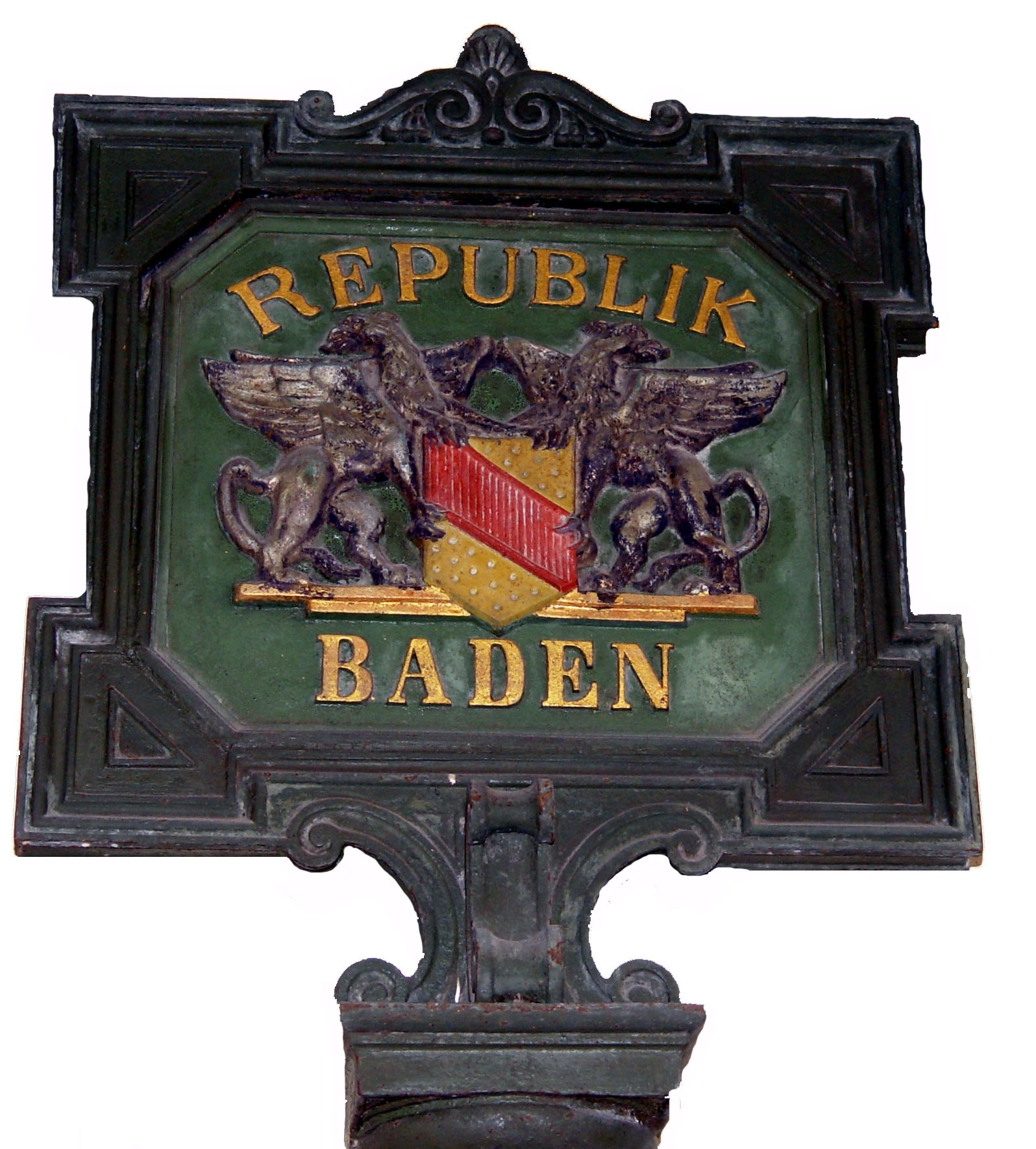
Señal para la República de Baden, ciudad museo de Rastatt.

Baden fue subdividido en cuatro distritos administrativos (Landeskommissärbezirke, similares a los modernos Regierungsbezirke): con base en Karlsruhe, Mannheim, Friburgo y Konstanz. Estos distritos fueron posteriormente divididos en un total de 53 Amtsbezirke (en 1924, este número fue reducido a 40). Estos fueron divididos otra ven en un total de 1.536 municipalidades.

## Lista de gobernantes

### Ministros-Presidentes
Siguiendo la constitución, aprobada en 1921, el presidente de Baden era elegido entre los miembros permanentes del parlamento regional de Baden (Landtag) por un término de un año. Después del Gleichschaltung, Baden fue gobernado por oficiales nazis, denominados reichsstatthalter.
| Nombre | Nombre                    | Asume el cargo           | Deja el cargo            | Partido | Partido |
| ------ | ------------------------- | ------------------------ | ------------------------ | ------- | ------- |
|        | Anton Geiß                | 10 de noviembre de 1918  | 14 de agosto de 1920     |         | SPD     |
|        | Gustav Trunk              | 14 de agosto de 1920     | 23 de noviembre de 1921  |         | Zentrum |
|        | Hermann Hummel            | 23 de noviembre de 1921  | 23 de noviembre de 1922  |         | DDP     |
|        | Adam Remmele              | 23 de noviembre de 1922  | 23 de noviembre de 1923  |         | SPD     |
|        | Heinrich Köhler           | 23 de noviembre de 1923  | 23 de noviembre de 1924  |         | Zentrum |
|        | Willy Hellpach            | 23 de noviembre de 1924  | 23 de noviembre de 1925  |         | DDP     |
|        | Gustav Trunk              | 23 de noviembre de 1925  | 23 de noviembre de 1926  |         | Zentrum |
|        | Heinrich Köhler           | 23 de noviembre de 1926  | 3 de febrero de 1927     |         | Zentrum |
|        | Gustav Trunk              | 3 de febrero de 1927     | 23 de noviembre de 1928  |         | Zentrum |
|        | Adam Remmele              | 23 de noviembre de 1927  | 23 de noviembre de 1928  |         | SPD     |
|        | Josef Schmitt             | 23 de noviembre de 1928  | 20 de noviembre de 1930  |         | Zentrum |
|        | Franz Josef Wittemann     | 20 de noviembre de 1928  | 10 de septiembre de 1931 |         | Zentrum |
|        | Josef Schmitt             | 10 de septiembre de 1931 | 11 de marzo de 1933      |         | Zentrum |
|        | Robert Heinrich Backfisch | 11 de marzo de 1933      | Abril de 1933            |         | NSDAP   |
|        | Walter Köhler             | 8 de mayo de 1933        | Abril de 1945            |         | NSDAP   |

### Reichsstatthalter
| Nombre | Nombre                 | Asume el cargo    | Deja el cargo      | Partido | Partido |
| ------ | ---------------------- | ----------------- | ------------------ | ------- | ------- |
|        | Robert Heinrich Wagner | 5 de mayo de 1933 | 3 de abril de 1945 |         | NSDAP   |